# Oathbreaker
Oathbreaker é uma banda belga de blackgaze, formada em 2008 e atualmente contratada pela Deathwish Inc. A banda é composta pelos guitarristas Lennart Bossu e Gilles Demolder, pelo baterista Wim Coppers e pela vocalista Caro Tanghe, que realiza tanto vocais gritados quanto cantados. Eles fazem parte do coletivo artístico chamado Church of Ra, iniciado pela banda Amenra, uma banda da qual o guitarrista Lennart e a vocalista Caro também são membros. Assim como o Amenra, o Oathbreaker surgiu na cena hardcore punk underground belga, mas integrou posteriormente elementos de metal extremo e estética de black metal.
Eles lançaram três álbuns de estúdio: Mælstrøm (2011), Eros|Anteros (2013) e Rheia (2016). Os dois últimos foram geralmente bem recebidos devido às atmosferas sombrias, som extremamente intenso, letras poéticas e intensidade emocional presente nos arranjos.

## História

### Formação e primeiros anos
O guitarrista Gilles e a vocalista Caro eram amigos de infância, conhecendo-se quando Caro tinha 14 anos.[2] O duo eventualmente conheceu Lennart Bossu e formou uma banda que tocava na cena hardcore belga, se apresentando ao vivo com bandas como Rise and Fall. Ao longo do tempo, o estilo deles mudou progressivamente, antes de se separarem do baterista. Em 2008, eles conheceram Ivo Debrabandere e evoluíram para o que se tornaria o Oathbreaker, escrevendo e lançando seu EP de estreia em 2008.

### Álbum de estreia e primeiras turnês (2008-2012)
Ao longo dos próximos dois anos, a banda começou gradualmente a compor o que se tornaria seu álbum de estreia, "Mælstrøm", chegando aos ensaios com pequenos trechos e ideias de músicas, combinando-os. Antes do lançamento do álbum, Lennart Bossu disse em uma entrevista: "É a única maneira que sabemos como escrever músicas, mesmo que existam maneiras mais rápidas, tenho certeza." No outono de 2010, a banda se encontrou com Michael Neyt e Lander Cluyse para engenharia e gravação, e com Kurt Ballou para mixagem. Sem uma única localização de gravação, o álbum foi registrado em uma mistura de vários estúdios e quartos. Em julho de 2011, o álbum foi lançado pela Thirty Days To Nights Records, recebendo críticas positivas, com muitas avaliações acima da média. A maioria das resenhas concordou que a banda tinha um futuro promissor. Em seguida, passaram a segunda metade de 2011 até 2012 em turnê pela Alemanha com a banda italiana Hierophant, além de passarem pela Europa do Norte e do Leste com Rise and Fall e The Secret. Em 2012, iniciaram sua primeira turnê pelos Estados Unidos, na costa leste, antes de retornarem à Europa para começar a trabalhar em seu segundo álbum.

### Eros/AnteroseRheia(2013–2016)
A banda lançou seu segundo álbum, Eros|Anteros, em 2013. Eles descreveram o álbum como a "história do amor e do anti-amor (vida e morte) e do crescimento que experimentaram por meio dessas provações." Seu terceiro álbum, Rheia, foi lançado em 2016 e apresentou uma direção mais voltada para o black metal, blackgaze e post-metal. O álbum recebeu uma pontuação de 7.8 de 10 pela Pitchfork. Tanto Demolder quanto Tanghe citaram o cantor norte americano de folk Mark Kozelek como uma grande influência nas letras do álbum.

### Pausa (2018–atualmente)
No final de 2017, a banda anunciou que faria uma pausa nas turnês e realizou seu último show em 20 de dezembro em Bruxelas. Em 2019, a banda lançou a música "Ease Me" para o programa Adult Swim. Estava programado que a banda voltaria da pausa para se apresentar no ArcTanGent Festival, na Inglaterra, em 2020. No entanto, o festival foi adiado para 2022 devido à pandemia de COVID-19, e a banda não se apresentou.

## Membros
Atuais
- Lennart Bossu – guitarra (2008–presente)
- Gilles Demolder – guitarra, baixo (2008–presente)
- Caro Tanghe – vocal (2008–presente)
- Wim Coppers – bateria (2016–presente)

Anteriores
- Ivo Debrandere - bateria (2008-2016)[13]

## Discografia

### Álbuns de estúdio
- 2011 - Mælstrøm[14]
- 2013 - Eros/Anteros[14]
- 2016 - Rheia[15]

### EPs
- 2008 - Oathbreaker[16]
- 2011 - Amenra/Oathbreaker - Brethren Bound by Blood 3/3[17]
- 2016 - An Audiotree Live Session[18]

### Álbuns ao vivo
- 2015 - Live at Vooirut[19]

### Singles
- 2020 - Ease Me[20]

### Videoclipes
| Ano  | Nome                         | Diretor                         |
| ---- | ---------------------------- | ------------------------------- |
| 2011 | "Origin"                     | -                               |
| 2011 | "Glimpse of the Unseen       | Olli Bery                       |
| 2013 | "No Rest For The Weary"      | Jeroen Mylle and Fabrice Parent |
| 2016 | "10:56" / "Second Son of R." | Jeroen Mylle and Fabrice Parent |
| 2016 | "Immortals"                  | Jeroen Mylle and Fabrice Parent |